# Chapütschin
Der Chapütschin ([tɕɐpyˈtʃin]ⓘ), auch Schwarzkopf genannt, ist ein 3231 m ü. M. hoher Berg in der südlichen Silvretta, einem Gebirge der zentralen Ostalpen, der durch seine eigenartige Form aus der Umgebung hervorsticht. Nur nach Norden sendet der Berg einen ausgeprägten Grat. Sowohl in seinem nach Osten abgedachten Gipfelbereich, als auch in der Westflanke befinden sich Firnfelder. Zuerst bestiegen wurde der Chapütschin am 1. Juli 1875 von Otto von Pfister aus München und Fritz und E. von Oheimb (schlesische Linie). Geführt wurden sie von Christian Jegen und C. Jann aus Klosters. Der Berg ist ein leicht erreichbares Ziel, das in der Regel vom Vernelatal aus bestiegen wird. Auch als Ziel für Skitouren ist er geeignet.
Nicht zu verwechseln mit dem gleichnamigen Berg Il Chapütschin 3386 m in der Corvatsch/Sella Gruppe (Engadin, Graubünden, Schweiz)

## Name
Ursprünglich hiess der Berg auf Grund des im Gipfelbereich eingelagerten, früher sehr ausgedehnten Firnfeldes, Chapütsch'alba, was weisse Mütze bedeutet. Das wurde später zum Chapütschin (Kapuziner). Im südlich gelegenen Ort Lavin, hiess der Berg daher auch Chapütschiner. Die deutsche Bezeichnung Schwarzkopf beschreibt die Ansicht des Berges von Westen, die kein ausgeprägtes Schneefeld bietet.

## Lage und Umgebung
An den Chapütschin reichen zwei Gletscher heran, im Westen der Vernelagletscher und im Osten der Vadret de las Maisas, die am Vernelasattel, auf 3135 Metern Höhe, aufeinanderstossen. Benachbarter Berg ist im Verlauf des Nordgrats, getrennt durch den Vernelasattel, das 3298 Meter hohe Verstanclahorn in etwa 500 Metern Entfernung. Im nach Süden verlaufenden Linardkamm liegt der Piz Sagliains, 3101 m, sowie der Piz Linard, mit 3411 Metern der höchste Gipfel der Silvretta. Bedeutende Orte sind im Westen das gut 15 Kilometer Luftlinie entfernte schweizerische Klosters und im Norden das österreichische Partenen, knapp 16 km entfernt.

## Touristische Erschliessung
Der Weg der Erstbesteiger führte von der Alpe Küh-Vereina im Vereinatal in östlicher Richtung durch das Vernelatal hinauf zur Scharte Fuorcla Zadrell (auf 2752 Metern Höhe) und von dort über heute durch die Gletscherschmelze nicht mehr vorhandene Gletscher von Süden aus auf den Chapütschin. Die Gesellschaft genoss die Aussicht, O. v. Pfister notierte: Sie umspannt Ortler, Mont Blanc und Monte Rosa. Der heutige Normalweg, der leichteste Anstieg, verläuft als ähnliche Route. Als Stützpunkt kann das Berghaus Vereina, auf 1943 Metern Höhe in obersten Landquarttal gelegen, dienen.